# Сардо, Дженнаро
Дженнаро Сардо (итал. Gennaro Sardo; родился 8 мая 1979 года, Поццуоли, Италия) — итальянский футболист, игравший на позиции защитника.

## Клубная карьера
Начинал карьеру, выступая в низших лигах за клубы «Джульяно», «Пальмезе», «Сант-Анастазия» и «Терциньо». Летом 2002 года перешёл в команду Серии B «Салернитана». 14 сентября 2002 года Сардо дебютировал во второй по значимости лиге Италии, выйдя в основном составе в домашнем поединке против «Тернаны». Сезон 2003/04 отыграл за другой клуб Серии B «Авеллино 1912». 16 мая 2004 года Сардо забил свой первый гол в лиге, принеся команде победу в концовке домашнего матча с «Дженоа». В середине 2004 года перешёл в «Пьяченцу», за которую играл следующие два года также в Серии B.
Летом 2006 года Сардо стал игроком «Катании», возвратившейся тогда в Серию А. 10 сентября дебютировал в главной итальянской лиге, выйдя в стартовом составе в гостевом поединке против «Кальяри». 7 октября 2007 года Сардо забил свой первый гол в Серии А, ставший единственным и победным в домашней игре с «Ливорно».
С начала 2009 года Сардо на правах аренды выступал за команду «Кьево Верона», а с середины 2010 года он стал полноценным её игроком. Веронский клуб он представлял вплоть до конца сезона 2016/17, когда завершил карьеру профессионального футболиста.